# Договор о сокращении стратегических наступательных потенциалов
Договор о сокращении стратегических наступательных потенциалов (Договор о СНП), более известный на Западе как «Московский договор», был подписан в Москве 24 мая 2002 года между США и Россией. Условия договора ограничивали количество ядерных боеголовок, стоящих на боевом дежурстве, до 1700—2200 для каждой из сторон. Договор о СНП вступил в силу 1 июня 2003 года после совместной ратификации Россией и США, срок его действия истекал 31 декабря 2012 года. В связи с тем, что 5 февраля 2011 года вступил в силу договор СНВ-III, то, согласно его положениям (статья ХІV пункт 4), Договор о СНП утратил силу.
Договор о СНП являлся одним из серии подписанных между СССР/Россией и США договоров по ядерному разоружению, к которым относятся договоры ОСВ-I (1972), по ПРО (1972), ОСВ-II (1979), РСМД (1987), СНВ-I (1991), СНВ-II (1993) и СНВ-III (2010).
Договор подвергался критике по следующим позициям:
- не были оговорены условия постоянных взаимных проверок;
- договор не требовал постоянного сокращения вооружений, боеголовки могли быть помещены в хранилище и позже восстановлены;
- договор требовал сокращения до оговоренного уровня не ранее срока истечения договора, 31 декабря 2012 года;
- каждая сторона была свободна в выборе любого количественного уровня стратегических ядерных боезарядов в составе своих сил, который она считала необходимым.